# Phin phia

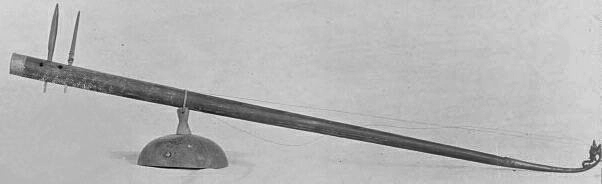
Zwei- bis viersaitige phin phia, 19. Jahrhundert

Phin phia, auch pin pia (thailändisch พิณเพียะ), ist eine zwei- bis fünfsaitige Stabzither in Nordthailand, deren Resonator aus einer halben Kokosnuss besteht. Die Form und Spielweise dieses Zupfinstruments und der heute praktisch verschwundenen einsaitigen Stabzither phin nam tao mit einem Resonator aus einer halben Kalebasse gehen wahrscheinlich auf einen zu den vina gehörenden Vorläufer in Indien zurück, der sich zusammen mit anderen Elementen der indischen Kultur im 1. Jahrtausend in Südostasien verbreitete. Die zur Kultur des ehemaligen Königreichs Lanna gehörende phin phia wurde, bis sie in der zweiten Hälfte des 20. Jahrhunderts selten geworden war, nur von Männern solistisch und zur Gesangsbegleitung im privaten Rahmen gespielt. Junge Männer sangen mit der phin phia der Braut abends ein Ständchen. Seit der Jahrtausendwende erlebt die sehr leise klingende phin phia in einer durch Mikrophonverstärkung oder elektromagnetischen Tonabnehmer veränderten Spielweise in einem Ensemble eine nostalgische Wiederbelebung.
Das von indischen Sprachen abgeleitete Wort phin ist auf die bekanntere, in Nordostthailand und Laos in der Popularmusik gespielte Langhalslaute phin übergegangen.

## Herkunft und Verbreitung

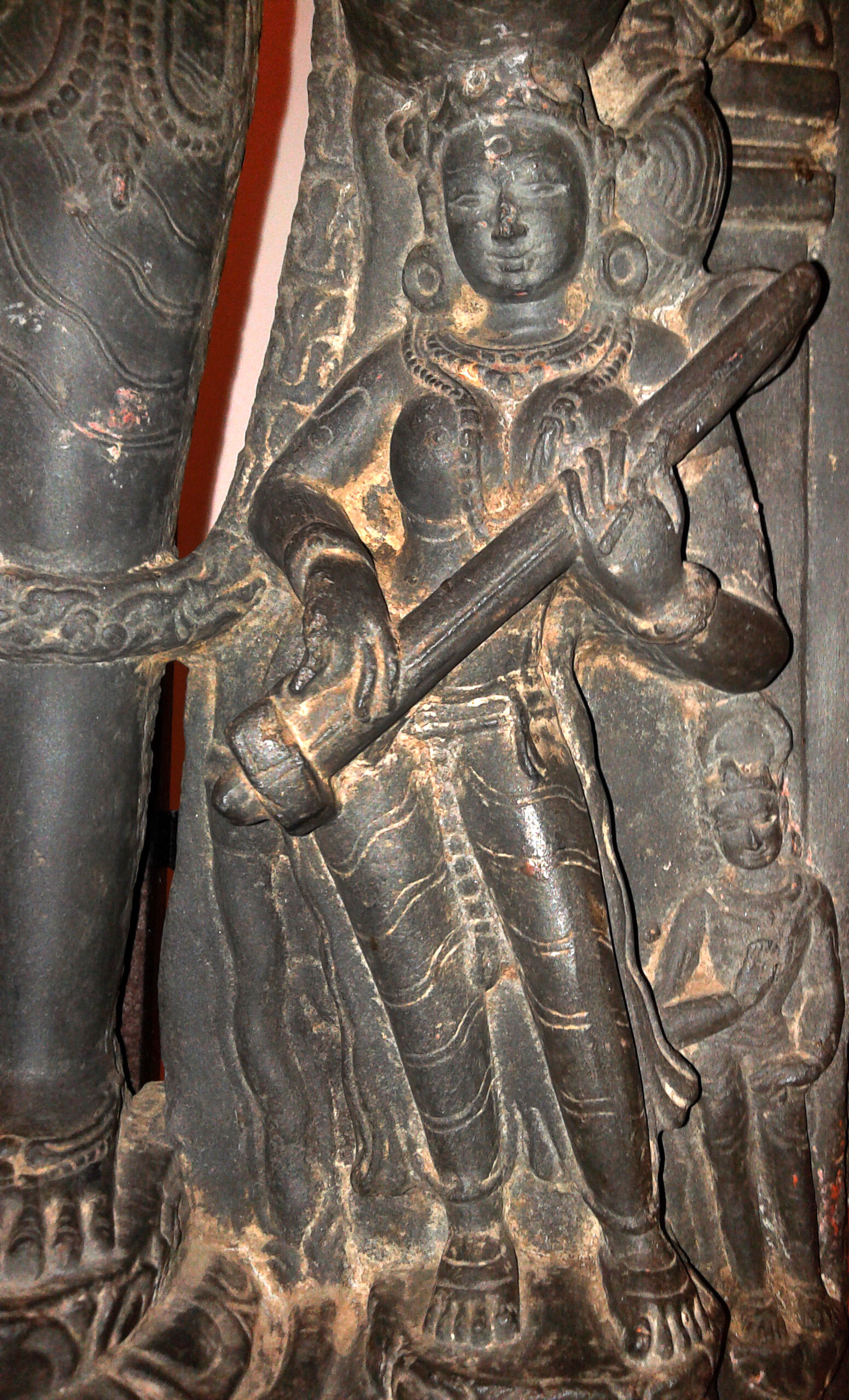
Göttin Sarasvati mit einer einsaitigen Röhrenzither ekatantri vina mit einem Kalebassenresonator am oberen Ende. Detail eines Basaltreliefs aus der Pala-Dynastie in Bengalen, 11. Jahrhundert

Die Silbe phin geht auf Sanskrit und Pali bin und vina zurück. In den vedischen Texten des 1. Jahrtausends v. Chr. stand vina allgemein für „Saiteninstrument“, worunter in mehreren Beschreibungen in den Brahmanas Bogenharfen gemeint waren. Mythologische Gandharvas und andere himmlische Wesen sind Bogenharfe spielend um die Zeitenwende auf Reliefs an buddhistischen Kultbauten in Indien zu sehen. Die ab dem 2. Jahrhundert v. Chr. auf indischen Reliefs auftauchenden Bogenharfen haben ihren Ursprung in der altägyptischen bin und in Mesopotamien. Bin blieb im Namen der kambodschanischen Bogenharfe pinn erhalten. Diese und alle anderen Harfen sind in Asien bis auf einige randständige Vorkommen und mit der saung gauk in Myanmar als der bedeutendsten Ausnahme verschwunden.
Ab dem 7. Jahrhundert n. Chr. sind auf Tempelreliefs unterschiedliche Stabzithern und Lauteninstrumente abgebildet, die teilweise bis heute in der indischen Musik gespielt werden. Dafür waren um diese Zeit die Bogenharfen weitgehend aus Indien verschwunden. Viele dieser Instrumententypen haben sich von Indien nach Osten ausgebreitet. Vina ist der in Südindien gebräuchliche Name für Stabzithern und Lauteninstrumente, bin (bina) ist in Nordindien üblich. Bin-baja heißt die letzte indische Bogenharfe, die heute noch in einer ländlichen Region vorkommt. Der im 12. Jahrhundert erstmals auftauchende Name kinnari vina verweist auf die Beziehung zur himmlischen Sphäre: Kinnaras sind niedere Gottheiten in der indischen Mythologie. Das älteste bekannte Relief in Indien eines Musikers mit Stabzither (Felsrelief „Herabkunft der Ganga“ in Mamallapuram) zeigt einen Kinnara, der sein Instrument in derselben Spielhaltung wie bei der phin phia schräg vor dem Oberkörper hält. Ekatantri vina war dem Namen nach eine einsaitige Stab- oder Röhrenzither (entsprechend ektara, eine einsaitige Laute). Das thailändische Wort phin ist einer von vielen Belegen für die frühe Ausbreitung der indischen Musik nach Südostasien.
Die phin nam tao und die phin phia stammen nicht von der zwischen dem 9. und 13. Jahrhundert sichtbar werdenden Form etwa der ekatantri vina und der heutigen Spielhaltung der indischen Stabzithern ab, sondern von einer Spielhaltung, die vor dem 9. Jahrhundert üblich war und später nur noch selten abgebildet ist. Die heute in Nordindien gespielte Rudra vina hält der sitzende Spieler diagonal vor seinen Oberkörper, wobei der obere von nunmehr zwei Kalebassen-Resonatoren auf der linken Schulter aufliegt. Die Spielhaltung der thailändischen Stabzithern entspricht dagegen den älteren indischen Abbildungen von Stabzithern, die aus literarischen Quellen als alapini vina bekannt sind. Eine solche alapini vina und ihre Spielweise beschreibt Sarngadeva im 13. Jahrhundert in seiner Musiktheorie Sangitaratnakara. Hierbei hält der dargestellte Musiker im Stehen sein Instrument vor dem Oberkörper schräg nach unten und der Resonator befindet sich links oben vor der Brust. Das vermutlich einzige indische Saiteninstrument, das in der Tradition der altindischen alapini vina steht, ist die tuila, die einzig in einigen ländlichen Regionen des Bundesstaates Odisha vorkommt. Nur die frühe alapini vina gelangte nach Südostasien, nicht jedoch die spätere, wesentlich verfeinerte Rudra vina.
Frühe Hinweise auf Stabzithern in Südostasien geben Reliefs am Borobudur (8./9. Jahrhundert) in Zentraljava. In Kambodscha kommen Bogenharfen, Stabzithern und Lauteninstrumente auf einigen Reliefs am Bayon (Anfang 13. Jahrhundert) vor. Die kambodschanische Bogenharfe ist verschwunden, ihr Name pinn blieb als Bezeichnung für das höfische Orchester pinpeat erhalten. Das entsprechende thailändische Ensemble heißt pi phat. Eine kambodschanische Stabzither ist auch auf einem Flachrelief am Angkor Wat (Mitte 12. Jahrhundert) abgebildet, das eine Prozession mit Musikern zeigt. Die heute noch vereinzelt gespielte Stabzither kse diev ist das älteste kambodschanische Saiteninstrument. Sie ist am nächsten mit der thailändischen phin nam tao verwandt und war möglicherweise deren Vorbild. Es gibt jedoch einen noch älteren Hinweis auf eine südostasiatische Stabzither in Thailand. Dies ist ein Terrakottarelief am buddhistischen Tempel der Dvaravati-Kultur in Khu Bua aus dem 7. Jahrhundert, das eine Gruppe Musikerinnen zeigt.
Andere Stabzithern in Südostasien sind die dunde, santung und falundo in Sulawesi, die jungga auf der ostindonesischen Insel Sumba und die sulepe auf der Insel Halmahera. Von Südostasien gelangte die Stabzither nach Madagaskar und an die ostafrikanische Küste. Die Ausbreitung der Stabzither von Indien und innerhalb Südostasiens über Vietnam bis nach China folgte den seit Anfang des 1. Jahrtausends bekannten Seehandelsrouten. In Zentralvietnam sind Stabzithern um das 11. Jahrhundert an Cham-Tempeln abgebildet, gerieten später jedoch in Vergessenheit.
Wann die einsaitige phin nam tao im Königreich Lanna ankam, ist nicht bekannt, ebenso wenig, wann sich aus ihr die mehrsaitige phin phia entwickelte. Die erste eindeutige Abbildung des mehrsaitigen Instruments ist eine Wandmalerei im Vihara des Wat Lai Hing Luang in Lampang, die um 1800 datiert wird. Sie zeigt eine Episode mit Pancasikha, einem nur in der buddhistischen Mythologie vorkommenden Gandharva. Pancasikha (in Thailand Panjasingkong) begleitet laut den Jatakas den hinduistischen Gott Indra bei dessen Besuch Buddhas. Die Harfe, die Pancasikha eigentlich spielen sollte, ist in der Abbildung durch eine viersaitige phin phia ersetzt. Das Motiv könnte über das buddhistische Dvaravati-Reich eingeführt worden sein. Dieses von den Mon gegründete Reich bestand vom 6. bis zum 13. Jahrhundert und war am Seehandel in Südostasien beteiligt. Im 11. und 12. Jahrhundert reichte der kulturelle Einfluss von Dvaravati bis zum Mon-Reich Haripunjaya, dem Vorläufer von Lanna. Unabhängig davon, ob die phin phia als Übernahme der verbreiteten Stabzither-Tradition oder nach Einschätzung einiger thailändischer Autoren wegen des relativ geringen hinduistischen Einflusses auf Lanna als eigenständige Entwicklung angesehen wird, sie stellt die ausgereifteste Form dieses Typs der asiatischen Stabzithern dar.

## Bauform
Bei einer Stabzither (auch Musikstab) dient ein gerader starrer Stab als Träger für eine oder mehrere, zwischen beiden Enden befestigte Saiten. Zur Klangverstärkung einer Stabzither wird stets ein Resonanzkörper benötigt, der mit dem Saitenträger fest in Kontakt steht. Die Stabzither und der Musikbogen, bei dem die Saite über einen biegsamen und gebogenen Saitenträger gespannt ist, sind die beiden konstruktiv einfachsten und ältesten Saiteninstrumenttypen.
Bei der einsaitigen phin nam tao verläuft die Saite aus Seide oder Messing über einen dünnen Holzstab, der an einem Ende nach oben gebogen ist. In der Nähe des gegenüberliegenden Endes ist unter dem Stab eine halbe Kalebasse als Resonanzkörper befestigt, was den Namensbestandteil tao („Kalebasse“) erklärt. Der Stab ist mit rund 80 Zentimetern ähnlich lang wie bei der kse diev, die Länge des von unten nach oben am Resonator-Ende durch den Stab gesteckten Wirbels beträgt 25 Zentimeter. Die Saite wird durch eine kurze Schnur (rat awk, „die Brust pressen“) an der Kontaktstelle der Kalebasse gegen den Stab gezogen. Die Schnur entspricht der Stimmschlinge beim Musikbogen, sie bestimmt die effektive Länge der schwingenden Saite und überträgt die Schwingungen an den Resonator. Heute werden überwiegend Gitarrensaiten und für die tiefste Saite (pok) die dickeren Messingsaiten des thailändischen Hackbrettes khim aufgespannt. Seit den 1980er Jahren ersetzen diese Saiten allmählich die früher üblichen Saiten aus Darm, Pflanzenfasern oder Seide. Der Saitenträger besitzt kein Griffbrett und keine Bünde.
Die Weiterentwicklung der einsaitigen phin nam tao ist die phin phia mit zwei bis fünf Saiten. Die Bedeutung des Wortes phia ist nicht ganz eindeutig. In der Lanna-Sprache bedeutet phia „zeigen“ (beispielsweise phia hai du, „jemand etwas zeigen“) und in diesem Fall wahrscheinlich genauer „etwas vorzeigen“, vielleicht, weil die jungen Männer ihre schönen entblößten Oberkörper zeigend vor die Mädchen treten. Den Instrumentennamen phin phia erwähnt der am Hof des Königs Narai (reg. 1656–1688) in Ayutthaya lebende Dichter Sri Prach in Versen, die von abendlichen Ständchen handeln.
Die phin phia ist mit etwas über einem Meter Länge größer und besitzt 18 Zentimeter lange Stimmwirbel, die in der Nähe des Resonators nach unten ragen. Das gebogene Ende (hua phia, „phia-Kopf“) des Saitenträgers  besteht häufig aus einem Bronzeguss in der Form eines abstrahierten Elefantenkopfes. Ein solches aufwendig gearbeitetes Ende fehlt normalerweise bei der phin nam tao. Ein weiterer Unterschied ist der Resonator. Anstelle der großen Kalebassenhälfte, die direkt mit dem Saitenträger verbunden ist, besitzt die phin phia eine kleinere Kokosnusshalbschale, die über einen Holzdübel als Zwischenstück am Saitenträger angebracht ist. Offensichtlich war das Ziel dieser Änderung ein noch leiserer intimerer Klang. Dies könnte bedeuten, dass die phin nam tao ursprünglich in der höfischen Kammermusik vor einem Publikum verwendet wurde und die leisere phin phia ausschließlich dem privaten Gebrauch dienen sollte. Die meisten Liedersänger fertigten ihr Instrument mit viel Sorgfalt selbst und schnitzten auch die Gussform für das gebogene Ende (hua phia), die sie dann für den Guss zu einem Schmied brachten.

## Spielweise

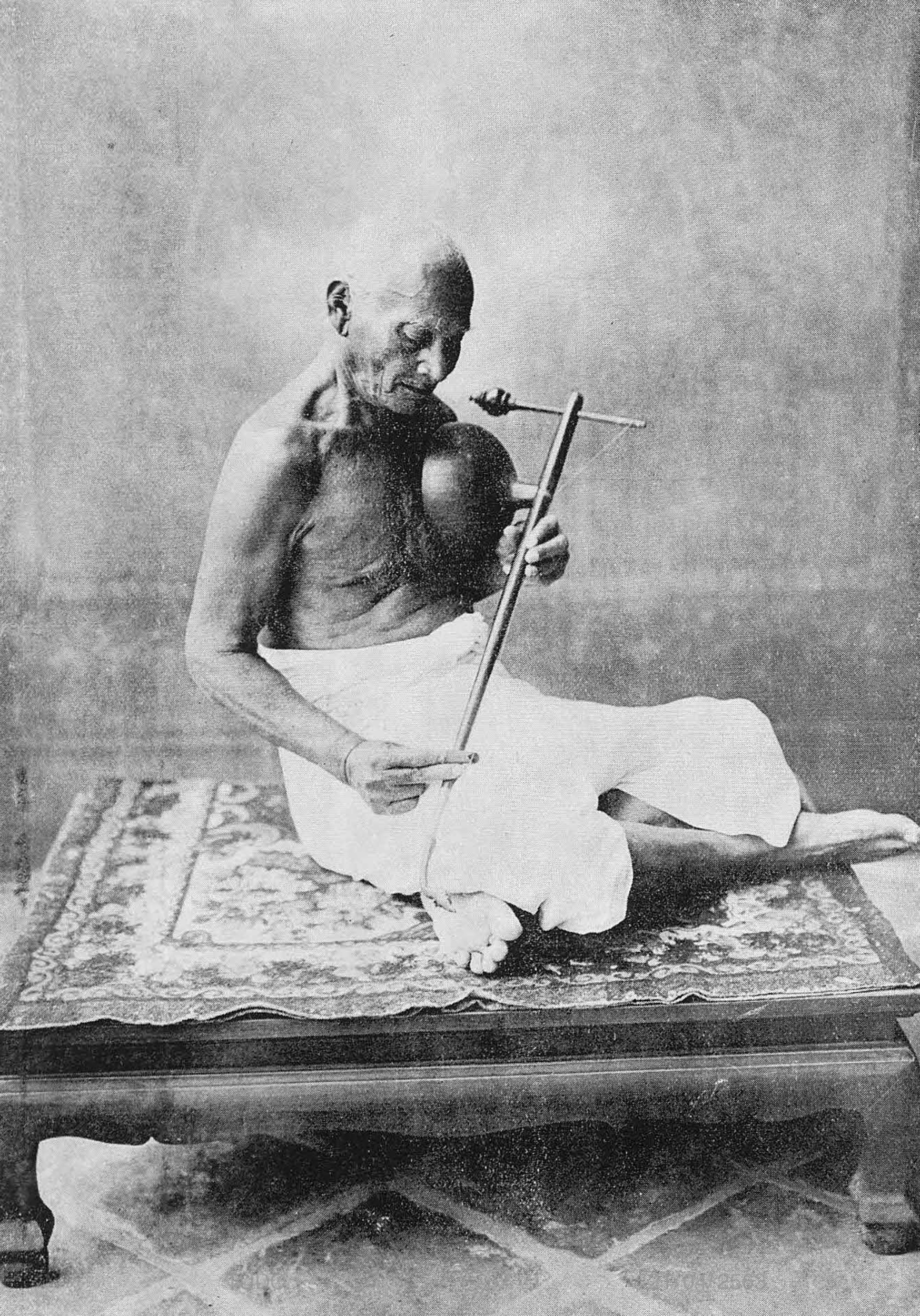
Ein thailändischer Priester spielt die einsaitige phin nam tao, 1931

Der Musiker hält den Resonator mit der Öffnung dicht an seine Brust und kann, indem er den Abstand zu seinem entblößten Oberkörper verändert, Klang, Tonhöhe und Lautstärke des Instruments beeinflussen. Charakteristisch ist ein nachklingender Wah-Wah-Effekt. Eine solche Klangmodulation kommt, außer bei den thailändischen und kambodschanischen Stabzithern und deren indischem Vorbild auch bei einigen afrikanischen Musikbögen und Lamellophonen sowie der kamerunischen Stegzither mvet vor. Die Saite der phin nam tao zupft der Spieler mit einem Finger der rechten Hand am gekrümmten Ende des Stabes, während er sie mit vier Fingerkuppen der linken Hand in der Nähe der Kalebasse verkürzt. Bei der phin phia zupft der Spieler mit dem Ringfinger der rechten Hand zusätzlich die äußeren Saiten, die durch eine Schnurschlinge üblicherweise auf eine Oktave über dem Grundton verkürzt werden. Diese Spieltechnik heißt jok. Der Ringfinger und kleine Finger der linken Hand zupfen in der kon sai genannten Spieltechnik die äußeren Saiten am Resonator-Ende.
Die Verbreitungsregion der thailändischen Stabzithern umfasst das ehemalige Königreich Lanna mit der Hauptstadt Chiang Mai, das vom 13. Jahrhundert bis zur Mitte des 17. Jahrhunderts unabhängig existierte und später unter der Oberherrschaft birmesischer und siamesischer Dynastien stand. Die phin phia gehört zur Musik der Tai Yuan, der Mehrheitsbevölkerung in Nordthailand, und eher nicht zu den dortigen Minderheitsvölkern, wobei einige alte Bronzeköpfe, die in der Grenzregion zu Myanmar gefunden wurden, darauf hinweisen, dass sie auch dort gespielt wurde.
Der sehr leise, feine Ton der phin phia eignet sich nur für den solistischen Vortrag und zur Gesangsbegleitung. Sie wurde von Männern in Nordthailand überwiegend im Stehen oder Gehen zur Begleitung von Liebeswerbeliedern eingesetzt. Der leise Ton sollte idealerweise nur eine Zuhörerin erreichen. Diese Liedgattung heißt in Nordthailand joi. Bis zur Mitte des 20. Jahrhunderts war es Brauch, dass der Mann zur Brautwerbung seine Geliebte in ihrem Haus besuchte und dort mit ihr in einen rituellen poetischen Dialog namens aeo sao trat. Die knappen Verse konnten ernsthaft oder schlüpfrig sein. In Nordthailand sind mehrere Formen des Schlagabtausches zwischen Mann und Frau als saw bekannt. Andere Bezeichnungen neben joi für diese Art von Versen sind saw siang yao („saw mit Melismen“) und ram lam nam („eine Geschichte mit Tanz singen“). Die drei üblichen Melodien sind reicher ausgeschmückt als bei anderen Formen des saw. Joi kann unbegleitet vorgetragen werden. Anstelle der früheren Begleitung durch eine phin phia traten später die gezupfte Langhalslaute süng oder die Stachelfiedel salaw (zwei- bis dreisaitige Variante der sor u in Nordthailand).
Einer der letzten bekannten phin nam tao-Spieler, der 2000 verstorbene Kamol Katsiri, erhielt in den 1960er Jahren Auftrittsverbot, weil er mit entblößtem Oberkörper spielte, was von der Regierung als anstößig untersagt wurde. In der Mitte des 20. Jahrhunderts galt die phin phia als rückständig und primitiv. Für den Niedergang der Stabzithern kam hinzu, dass die traditionellen nordthailändischen Musikstile ab den 1980er Jahren insgesamt selten zu hören waren, weil sie im Ruf standen, bloß noch die Sache alter und armer Leute zu sein. Außerdem wurde der Brauch der Brautwerbung aufgegeben. Als modern gelten dagegen die von westlicher Popmusik beeinflussten Stile wie luk thung, die als phleng Thai sakon (etwa „internationaler Thai-Pop“) zusammengefasst werden. Mit diesem Trend geht auch der Rückgang der nordthailändischen Sprache, Lanna einher. Die früher mündlich überlieferten Verse werden heute nicht in der regionalen Lanna-Schrift, sondern auf Thailändisch festgehalten.
Ab der Jahrtausendwende ist wieder eine steigende Wertschätzung feststellbar. Das traditionelle Instrument für die „Musik des Herzens“ wird seither auf eine nostalgische Art als typisch männliches Attribut betrachtet und entsprechend auf Postkarten abgebildet. Das Repertoire für die phin phia wird heute von den bekannteren nordthailändischen Ensembles mit den Lauteninstrumenten süng und salaw und der Flöte khlui übernommen. Es gibt allgemeinbildende Schulen in Nordthailand, an denen Lanna-Musik einschließlich phin phia unterrichtet wird. Ab Anfang der 1990er Jahre formierten sich Ensembles, in denen zwei phin phia mit süng, salaw, khlui, Gongs und Trommeln zusammenspielen. Einige Musiker spielen eine experimentell entwickelte phin phia mit sieben Saiten und verwenden bisher unübliche Spieltechniken, die aus der westlichen Musizierpraxis stammen.
Mit der Wiederbelebung der phin phia hängt die allgemeine nostalgische Rückbesinnung auf die traditionelle Lanna-Kultur zusammen, die entsprechend für den nationalen und internationalen Tourismus vermarktet wird. Konzerte mit einem Repertoire aus alten einheimischen, zentralthailändischen, und neu komponierten Melodien in Verbindung mit Bühnenshowelementen lassen sich in der Summe als erfundene Tradition einer Folklore kritisieren, ungeachtet der sehr langen tatsächlichen Geschichte der Stabzithern.